# フョードル・フョードロヴィチ (ミクリン公)
フョードル・フョードロヴィチ（ロシア語: Фёдор Фёдорович、1391年以降 - 1453年以前）は、ミクリン公フョードルの次男である。
1410年に父が死亡したのち、兄アレクサンドルと父の遺領を分割して相続した。
ルーシのレートピシ（年代記）上に、フョードルに関する記録は残されておらず、ジャロヴァニエ(ru)（賞賜、授与）の文面や、グラーモタ(ru)（勅令、国書、証明書）上にその名が残されているのみである。妻子に関しても不明である。